# Here We Come
Here We Come è l'album di debutto del gruppo musicale pop a1, pubblicato nel 1999 dall'etichetta discografica Sony BMG.
Il disco è stato promosso dai singoli Be the First to Believe, Summertime of Our Lives, il doppio singolo Ready or Not/Everytime e Like a Rose.

## Tracce
CD (Sony Music Distribution #8100)
CD (Sony Music Distribution #496136)
1. Forever in Love – 3:08 (Ben Adams, Christian Ingebrigtsen, Mark Read)
2. Be the First to Believe – 3:19 (Ben Adams, Peter Cunnah, Christian Ingebrigtsen, Paul Marazzi, Mark Read)
3. Summertime of Our Lives – 3:22 (Ben Adams, Peter Cunnah, Christian Ingebrigtsen, Paul Marazzi, Mark Read)
4. Ready or Not – 3:55 (Ben Adams, Peter Cunnah, Christian Ingebrigtsen, Paul Marazzi, Mark Read)
5. Everytime – 4:31 (Ben Adams, Christian Ingerbrigtsen, Mark Read)
6. If Only – 4:11 (Ben Adams, Christian Ingerbrigtsen, Paul Marazzi, Mark Read)
7. Hey You – 4:09 (Steve Mac, Matthews, Laws)
8. Like a Rose – 4:11 (Ben Adams)
9. Walking in the Rain – 4:02 (Ben Adams, Christian Ingebrigtsen)
10. Still Around – 4:20 (Steve Mac, Solomon)
11. I Still Believe – 4:58 (Mark Read)
12. Heaven by Your Side – 4:25 (Ben Adams, Paul Marazzi, Mark Read)

Durata totale: 48:31

## Classifiche
| Classifica (1999) | Posizione raggiunta |
| ----------------- | ------------------- |
| Norvegia          | 4                   |
| Regno Unito       | 20                  |